# Marcello Colongo
Marcellino Luigi Giuseppe Colongo (Torino, 26 giugno 1878 – Valle San Nicolao, 27 luglio 1936) è stato un calciatore italiano.

## Carriera
Presente nella rosa del Torinese almeno dal novembre 1899, quando disputò una partita di preparazione al campionato.
Nella stagione raggiunse la finale del torneo, persa contro il Genoa Colongo era ancora in rosa del Torinese nel 1902.
Fu il primo calciatore ad andare a segno contro la Juventus in una gara ufficiale (Juventus-FC Torinese 0-1 dell'11 marzo 1900).